# Chaetothyrium strigosum
Chaetothyrium strigosum är en svampart som beskrevs av L.R. Fraser 1935. Chaetothyrium strigosum ingår i släktet Chaetothyrium och familjen Chaetothyriaceae.   Inga underarter finns listade i Catalogue of Life.